# IC 2551
IC 2551 је спирална галаксија у сазвјежђу Лав која се налази на листи објеката дубоког неба у Индекс каталогу.
Деклинација објекта је + 24° 24' 53" а ректасцензија 10h 10m 40,3s. Привидна величина (магнитуда) објекта IC 2551 износи 13,4 а фотографска магнитуда 14,2. IC 2551 је још познат и под ознакама UGC 5488, MCG 4-24-16, MK 717, IRAS 10078+2439, CGCG 123-20, NPM1G +24.0193, PGC 29632.